# دمیان
دمیان (به آلمانی: Demian) نام یک کتاب ادبی است که توسط هرمان هسه، نویسندهٔ اهل آلمان نوشته شده‌است. این کتاب یکی از آثار مشهور ادبی جهان است.

## خلاصه
این کتاب سرگذشت هیجان‌آور جوانی است که زندگی پر فراز و نشیبی داشته‌است و زمانی فرصت یافته تا سرگذشت کودکی و نوجوانی خود را در داستانی شگرف به نگارش دربیاورد.
هسه در این کتاب خاطرات خود را چنان سحر آمیز نگاشته‌است که برخی قسمت‌های آن بسیار مرموز و سرشار از تحلیل‌های فلسفی و پر تمثیل می‌باشند و نشان از پدیده‌هایی دارد که درک آن جز برای خواص میسر نمی‌باشند. کتاب دِمیان سرگذشت جوانی امیل سینکلر است که در اصل همان هسه می‌باشد در جلدی داستانی.